# Abel, twój brat
Abel, twój brat (en polonès Abel, el teu germà) és una pel·lícula de drama psicològic polonesa del 1970 dirigida per Janusz Nasfeter. Fou exhibida com a part de la selecció oficial del Festival Internacional de Cinema de Sant Sebastià 1970.

## Sinopsi
Karol Matulak és un nen molt sensible que no s'acaba d'adaptar a l'escola per culpa de l'educació que li ha donat la seva mare obsessiva. Per tal de desempallegar-se'n fa amistat amb Balon, el pinxo de la classe. El grup de Balon el fa servir per robar piruletes i fins i tot assalten un nen petit. La mare de la víctima, però, descobreix el responsable i és castigat. Inicialment no denuncia els seus companys, però sota la pressió de la seva mare ho fa. Els seus antics amics li fan de costat i li diuen "xivato". Durant un concert Karol s'esfondra i es deixa anar.

## Repartiment
- Filip Lobodzinski... 	Karol Matulak
- Edward Dymek... 	Waldemar Pacuch
- Henryk Golebiewski 	... 	Henryk Balon
- Roman Mosior... 	Antoni Bacala
- Wojciech Skut ... 	Jerzy Zagrajek
- Andrzej Boczula ... 	Józef Salomon
- Wojciech Andrulewicz 	... Jeremi Matuszczak
- Anna Nowak ... 	Anna Paculanka